# Pteromalus neesii
Pteromalus neesii är en stekelart som beskrevs av Julius Theodor Christian Ratzeburg 1844. Pteromalus neesii ingår i släktet Pteromalus och familjen puppglanssteklar.
Artens utbredningsområde är Tyskland. Inga underarter finns listade i Catalogue of Life.